# Parker Pyne Investigates
Parker Pyne Investigates (O detetive Parker Pyne, no Brasil / Parker Pyne investiga, em Portugal) é um livro de Agatha Christie composto por doze contos, publicado em 1934.
Neste livro, Christie apresenta aos leitores o excêntrico detetive Parker Pyne, que coloca anúncios nos jornais se dispondo a ajudar pessoas que não são felizes. O resultado é uma dúzia de intrincados mistérios que vão de Londres a Grécia, no célebre oráculo de Delfos.

## Enredo
Parker Pyne, mais do que um detetive, é um profissional na construção da felicidade das pessoas que respondem ao seu anúncio. De fato, o anúncio diz: "Você é feliz? Se a resposta é não, consulte o Sr. Parker Pyne etc. etc.".
Parker Pyne soluciona os mais variados problemas: amor, traição, tédio, engano, roubo… Uma coisa interessante é que ele estabelece o preço dos seus préstimos de um modo completamente subjetivo: segundo as possibilidades e a motivação do cliente.

## Sinopse
Especialista em estatística, dono de uma mente muito viva e um grande conhecedor da natureza humana, Parker Pyne utiliza estas qualidades para ser uma espécie de vendedor de felicidade. Mas o bondoso e aparentemente inofensivo detetive não se limita a solucionar os problemas de mulheres ciumentas, maridos fracassados ou militares da reserva: também cabe a ele enfrentar ladrões, seqüestradores e assassinos. Para eles, Pyne prepara as armadilhas mais engenhosas, demonstrando que uma mentira oportuna pode ajudar a descobrir a verdade. Ao todo são 12 historias variadas e divertidas sobre o curioso personagem que mostram o inigualável senso de humor que tornou Agatha Christie famosa em todo o mundo.

## Contos que compõem a obra
1. The Case of the Middle-aged Wife (O Caso da Esposa de Meia-Idade)
2. The Case of the Discontented Soldier (O Caso do Soldado Insatisfeito)
3. The Case of the Distressed Lady (O Caso da Senhora Angustiada)
4. The Case of the Discontented Husband (O Caso do Marido Desgostoso)
5. The Case of the City Clerk (O Caso do Empregado de Escritório)
6. The Case of the Rich Woman (O Caso da Milionária)
7. Have You Got Everything You Want? (Você Tem Tudo o que Quer?)
8. The Gate of Bagdad (O Portão de Bagdá)
9. The House at Shiraz (A Casa de Shiraz)
10. The Pearl of Price (Uma Pérola Valiosa)
11. Death on the Nile (Morte no Nilo)
12. The Oracle at Delphi (O Oráculo de Delfos)

Outros casos de Parker Pyne se encontram em The Regatta Mystery and Other Stories, de 1939 (Um acidente e outras histórias, no Brasil, e O mistério da regata e outras histórias, em Portugal).